# 1 Samodzielny Dywizjon Wojskowej Straży Granicznej
1 Samodzielny Dywizjon Wojskowej Straży Granicznej – jednostka organizacyjna Wojskowej Straży Granicznej w II Rzeczypospolitej.

## Formowanie i zmiany organizacyjne
W połowie 1919 Ministerstwo Spraw Wojskowych i Inspektorat Wojskowej Straży Granicznej czyniły przygotowania do przejęcia odcinków granicy na obszarze Pomorza Gdańskiego. Granicę na obszarze Wolnego Miasta miał objąć 1 samodzielny dywizjon Wojskowej Straży Granicznej.
13 lipca 1919 3 szwadron 3 pułku Strzelców Granicznych został odesłany do Warszawy i to on stanowił zalążek dla nowo formowanego 1 samodzielnego dywizjonu Wojskowej Straży Granicznej (Strzelców Granicznych).
14 lipca 1919 ukazało się rozporządzenie ministra spraw wojskowych odnośnie do dyslokacji i reorganizacji oddziałów granicznych. Tym samym rozporządzeniem nakazano sformowanie przy dywizjonie 1 szwadronu szkolnego WSG.
3 marca 1920 oddział został przemianowany na 1 samodzielny dywizjon Strzelców Granicznych, a już rozkazem ministra spraw wojskowych z 7 maja 1920, na bazie dywizjonu nakazano sformowanie 9 pułku Strzelców Granicznych. Rozkaz nakazywał:

W ślad za rozporządzeniem nr 4540/org., celem obsadzenia odcinka wołyńskiego kordonu sanitarnego zarządzam przeformowanie 1 samodzielnego dywizjonu Strzelców Granicznych […]

Dowództwo samodzielnego dywizjonu zostało przemianowane na dowództwo 9 pułku Strzelców Granicznych, a dowódca dywizjonu objął czasowo dowództwo pułku. 1 samodzielny dywizjon StG stał się I/9 pStG, a jego dowództwo utworzono z personelu dowództw szwadronów.

## Rozmieszczenie dywizjonu
Struktura dywizjonu w lipcu 1919:

dowództwo dywizjonu – Warszawa
- szwadron szkolny  – Warszawa
- dowództwo 1 szwadronu – [Warszawa
- dowództwo 2 szwadronu – Warszawa
- dowództwo 3 szwadronu – Warszawa (w trakcie formowania)
- dowództwo 4 szwadronu – Warszawa (w trakcie formowania)

W lutym 1920 nie w pełni sformowany dywizjon nadal stacjonował w Warszawie przy ul. Koszykowej 82, a jego szwadron szkolny w Zegrzu.

## Żołnierze  dywizjonu
Stan na dzień 7 września 1919:
- dowódca dywizjonu – mjr Ignacy Lipczyński[10]
  - adiutant dywizjonu – por. Bolesław Cenzartowicz
  - lekarz – por. Zygmunt Łaski
  - oficer kasowy – ppor. Tomasz Sekalski
  - oficer prowiantowy – urzędnik Wacław Świerzawski
- dowódca 1 szwadronu – por. Roman Rymsza
- dowódca 2 szwadronu – kpt. Adam Laszuk
- dowódca 3 szwadronu – rtm. Aleksander Kozierowski
- dowódca 4 szwadronu – por. Sosnowski
- dowódca szwadronu szkolnego – cz.p.o. por. Sosnowski
- bez przydziału – rtm. Antoni Iłajkowicz

## Przekształcenia
- 3 szwadron I dywizjonu 3 pułku Wojskowej Straży Granicznej → 1 samodzielny dywizjon Wojskowej Straży Granicznej (do 1 II 1920) → 1 samodzielny dywizjon Strzelców Granicznych (do V 1921) → 9 pułk Strzelców Granicznych ↘ rozformowany